# WINK (鉄道車両)
WINK（ウインク）は、スイスのシュタッドラー・レールが展開する鉄道車両ブランド。利用客が少ない地域輸送に適した車両として開発された経緯を有しており、愛称はドイツ語で「地域輸送用の革新的な短距離列車（Wandelbarer Innovativer Nahverkehrs-Kurzzug）」を意味しており、開発当初は「Flirtino」と呼ばれていた。

## 概要
シュタッドラー・レールが展開する「FLIRT」を基に、2017年に発表された鉄道車両ブランド。基本的な設計は「FLIRT」に準拠したモジュール構造となっており、車内の大半が床上高さを抑えた低床構造になっているのが特徴の3車体連節車である。車内にはバリアフリー対応トイレや車椅子スペースの他、wi-fi通信に対応した設備などバリアフリーや快適性の向上が図られている。
最大の特徴は、中間に「パワーパック（PowerPack）」と呼ばれる小型車体が連結されている事で、車内には化石燃料や水素化処理植物油（HVO）などを用いて稼働するディーゼルエンジン、温室効果ガスを出さない蓄電池や燃料電池などを搭載する事が可能である。これにより、架線が備わっている区間では先頭車体に搭載されたパンタグラフを用いて電気を集める一方、架線が無い非電化区間ではディーゼルエンジンによって駆動する発電機や蓄電池、燃料電池を用いた電力を用いた走行が出来る（バイモード車両）。また、顧客の要望に応じてパンタグラフを搭載しない気動車（電気式気動車）や蓄電池電車としての導入も可能である。

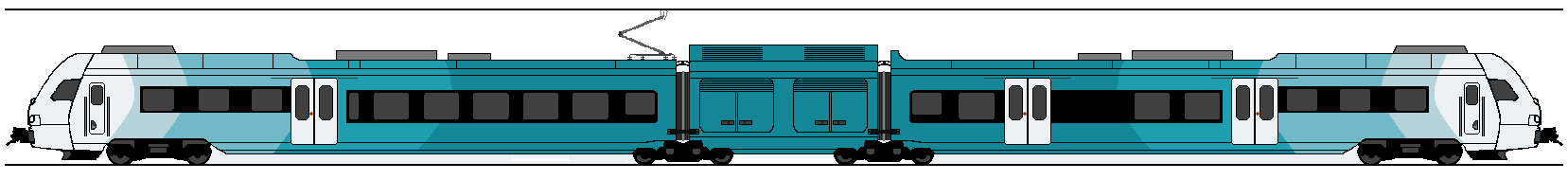
側面図（アリーヴァ）

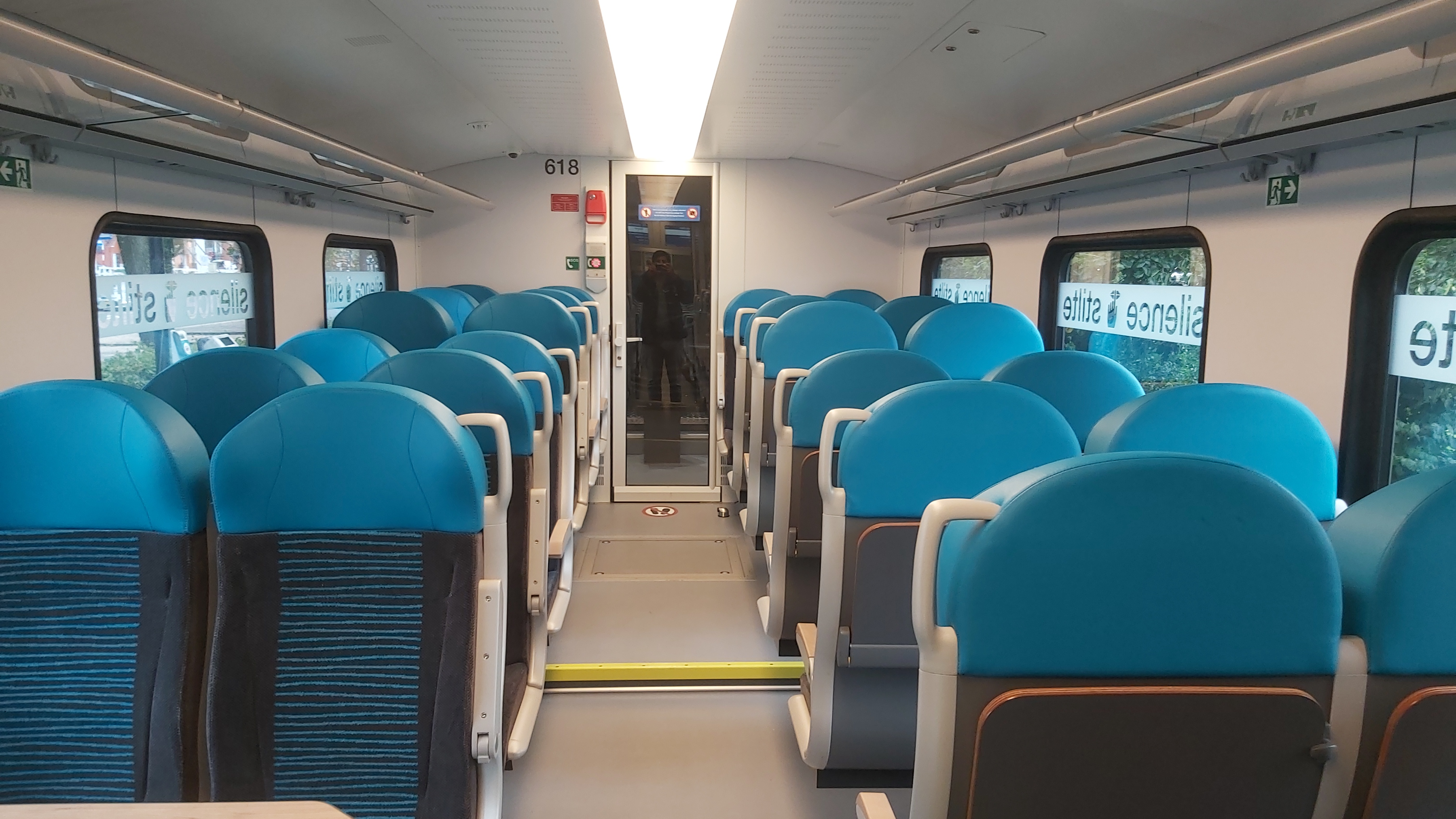
車内
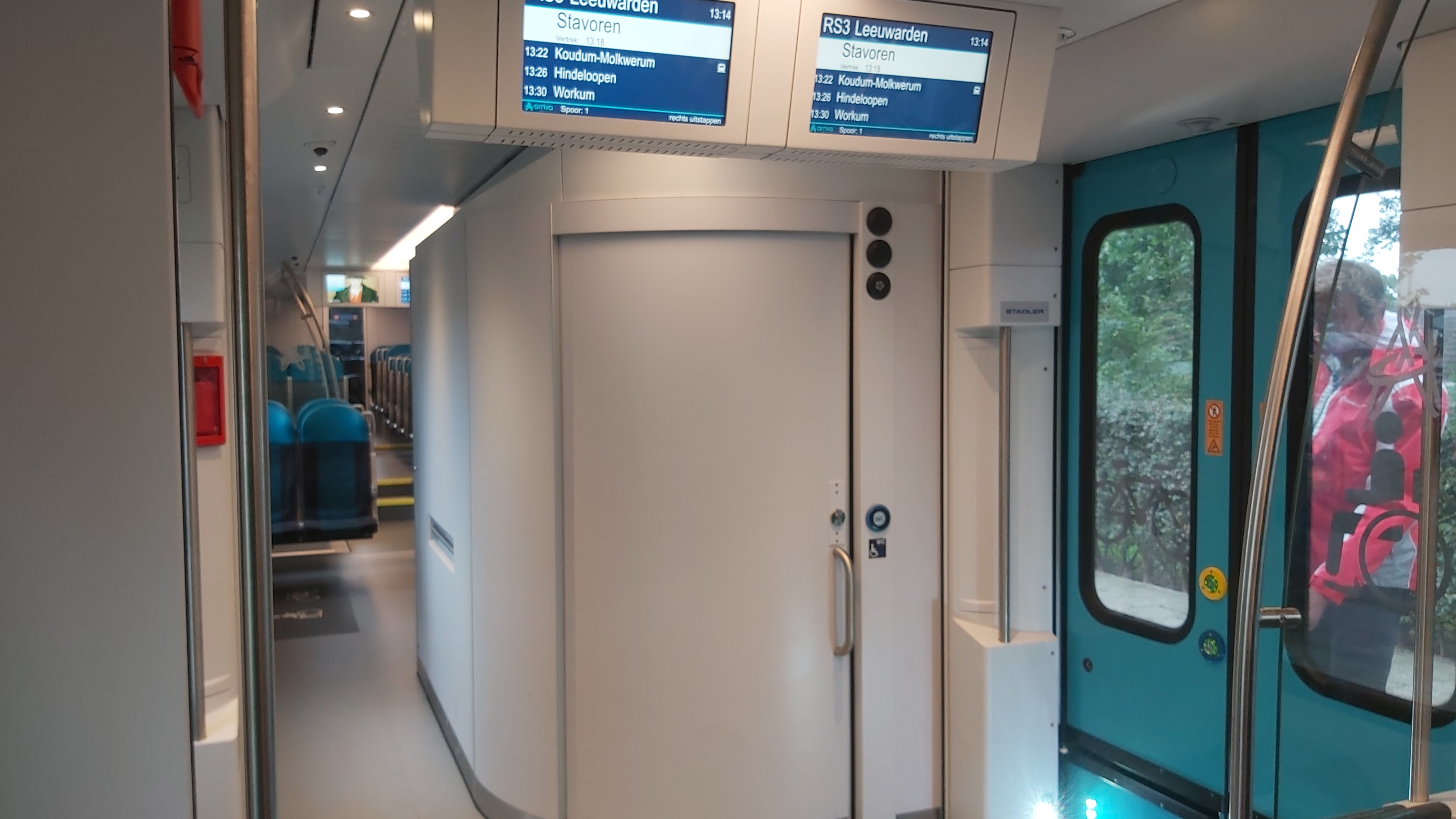
車内（トイレ）
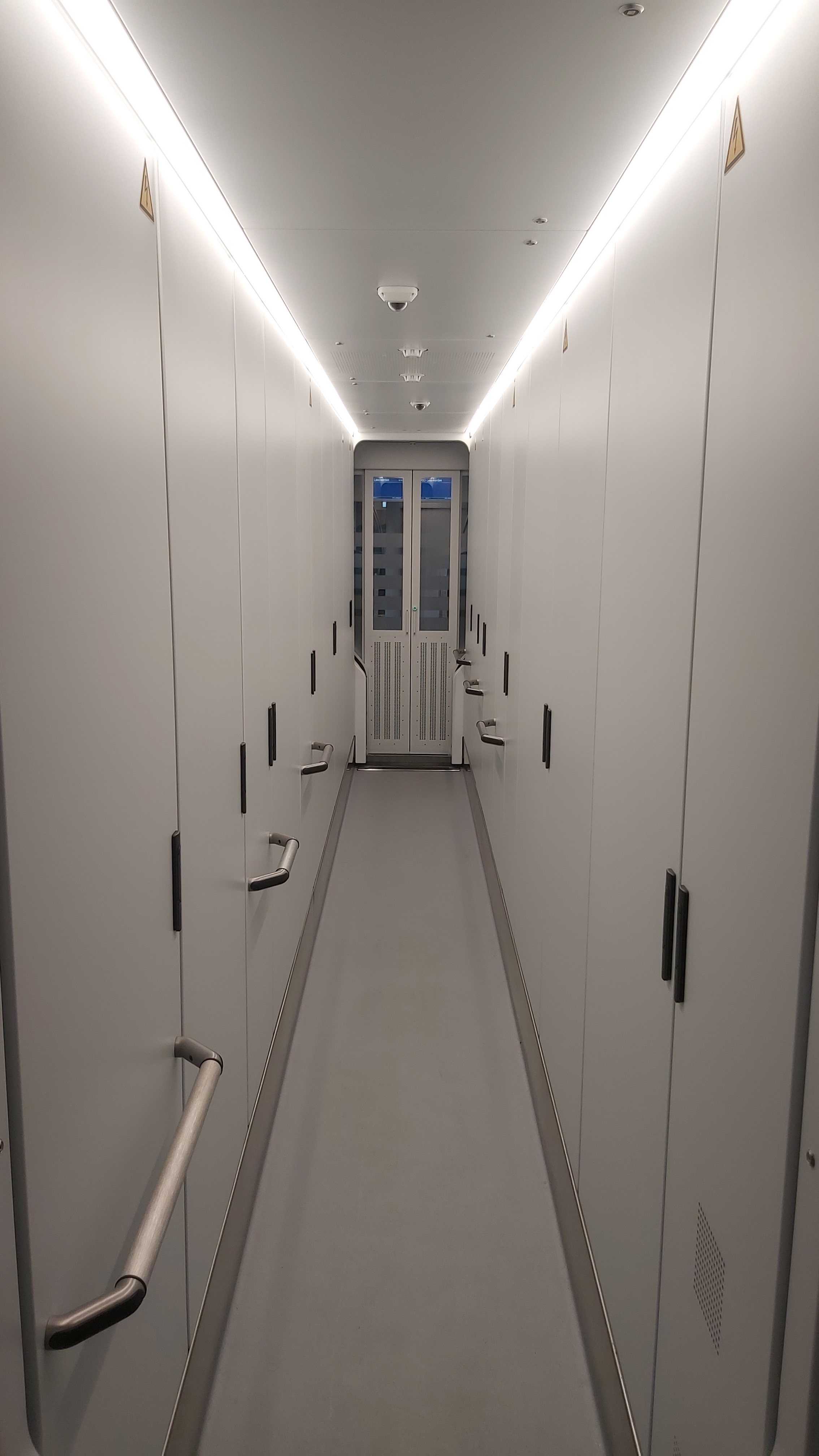
車内（「パワーパック」）

## 運用
2024年時点で、「WINK」は以下の事業者による運用が行われている。
| 国       | 導入事業者               | 車種                          | 軌間    | 編成                                 | 編成   | 備考・参考 |
| 国       | 導入事業者               | 車種                          | 軌間    | 編成内容                             | 本数   | 備考・参考 |
| -------- | ------------------------ | ----------------------------- | ------- | ------------------------------------ | ------ | --- |
| オランダ | アリーヴァ・ネザーランド | バイモード車両 (電車、気動車) | 1,435mm | 3車体連接車 (「パワーパック」を連結) | 18編成 | 形式名は「600形」 2024年時点で気動車モードでのみ運用 将来的な路線電化に合わせてディーゼルエンジンを蓄電池へ交換予定 |

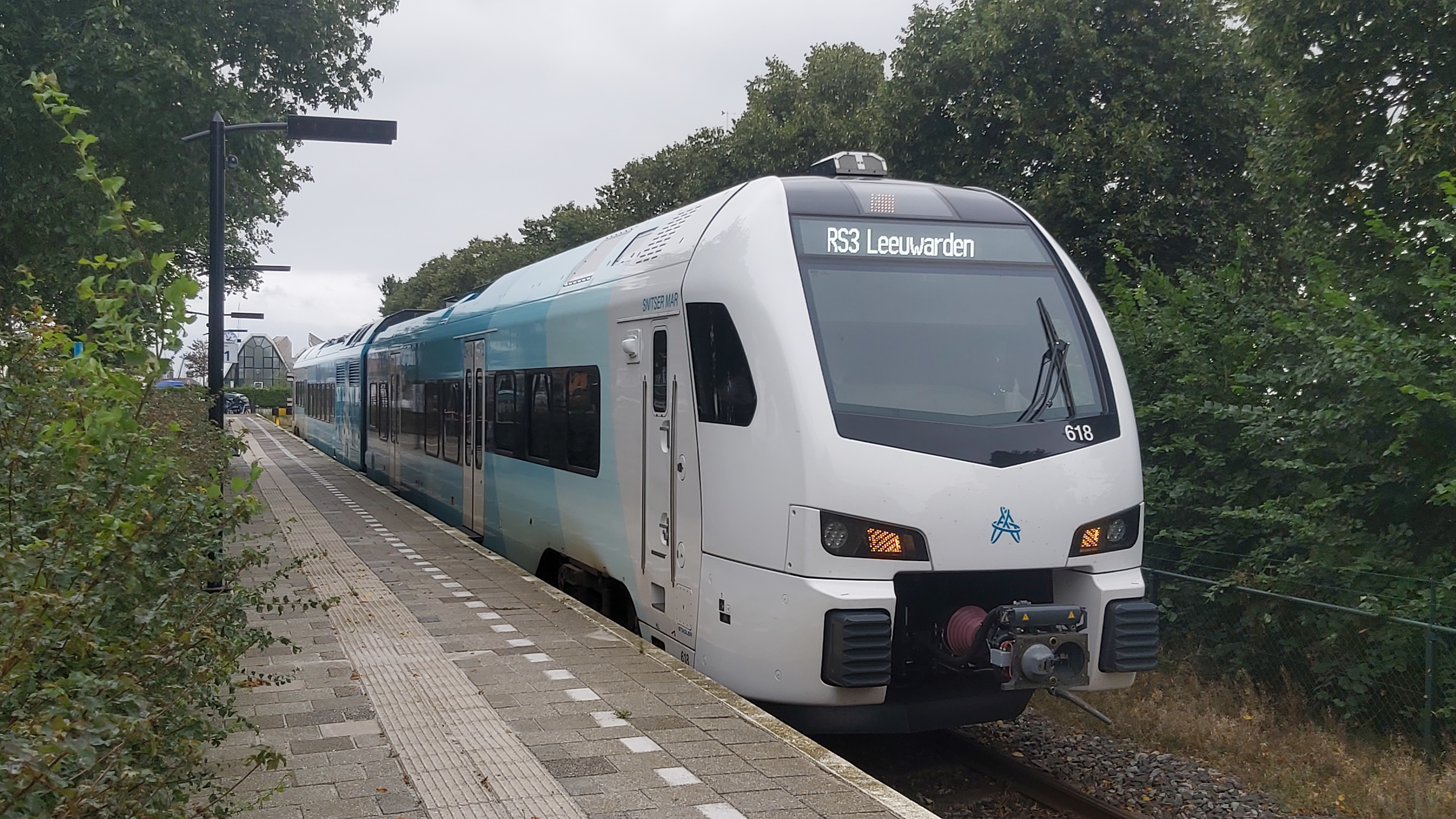
WINK（アリーヴァ）（2021年撮影）
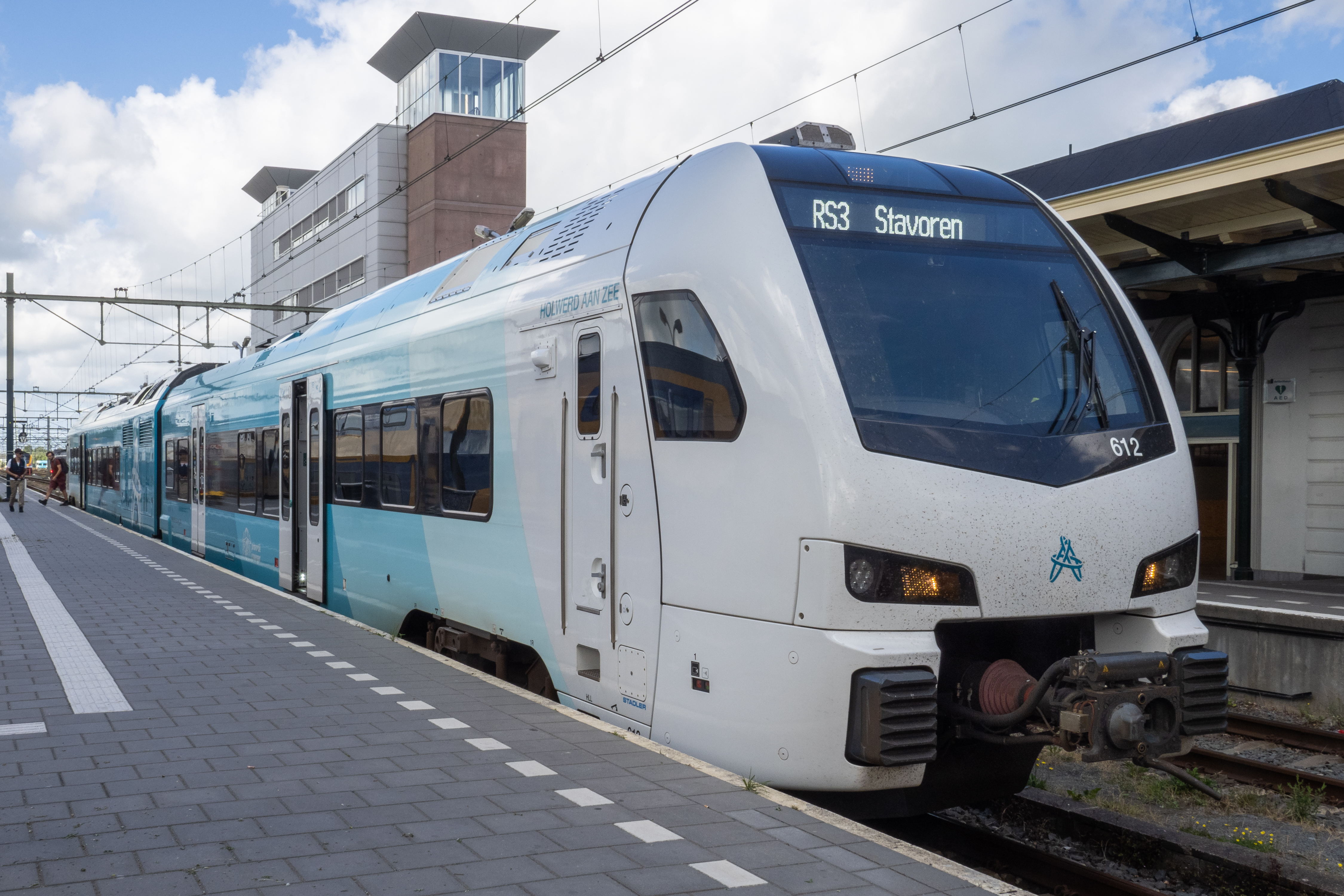
WINK（アリーヴァ）（2023年撮影）
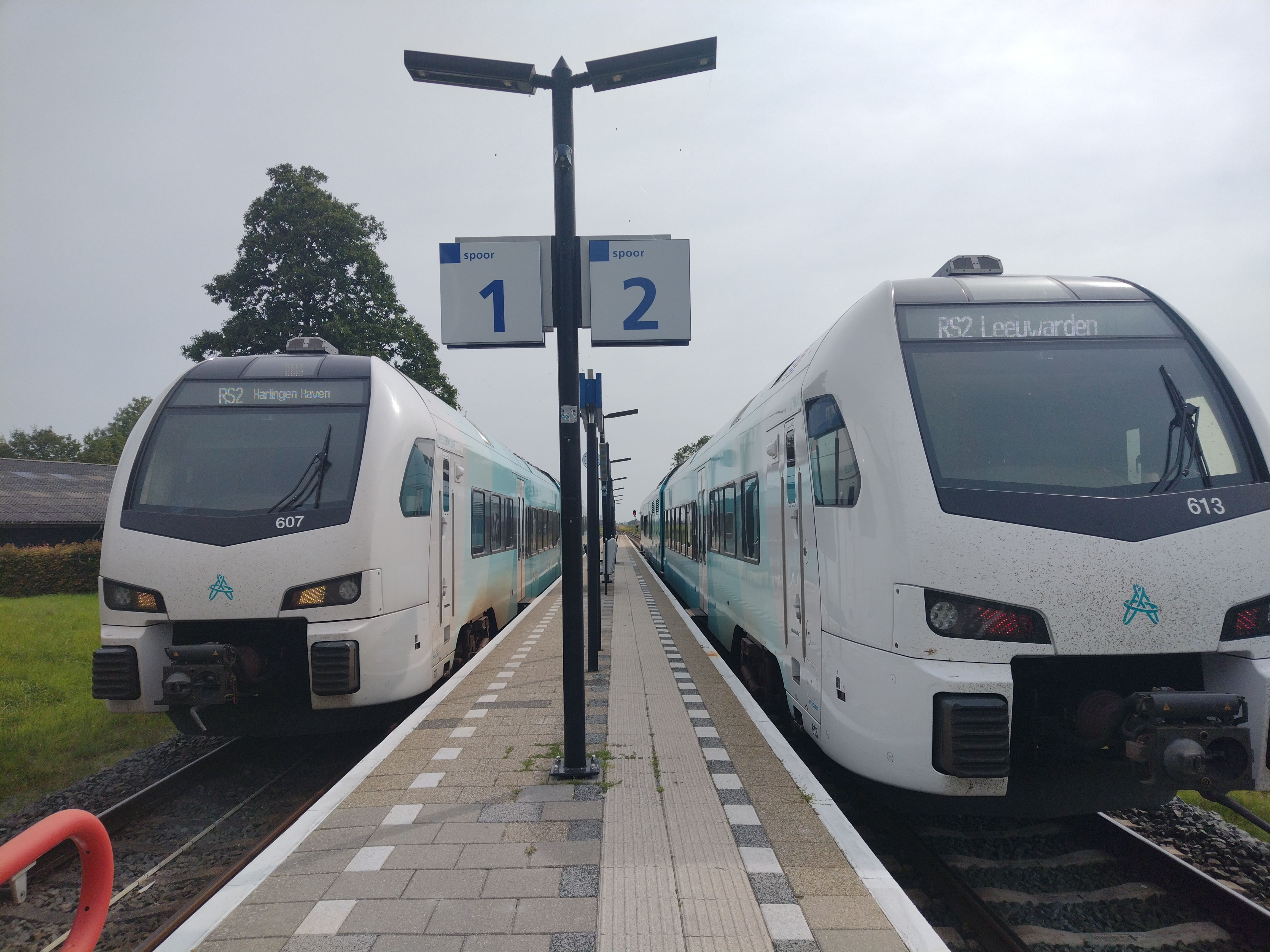
WINK（アリーヴァ）（2024年撮影）